# Athens (Virginie-Occidentale)
Pour les articles homonymes, voir Athens.
Athens est une ville américaine située dans le comté de Mercer, dans le sud de l’État de Virginie-Occidentale. Lors du recensement de 2010, sa population s’élevait à 1 048 habitants.
La ville accueille l'université Concord.

## Histoire
La ville porte d'abord le nom de Concord Church, en référence à une église fondée dans les années 1850. En raison d'un trop grand nombre de localités portant le nom de Concord, cette ville universitaire choisit le nom d'Athens (Athènes en anglais) à la fin du XIXe siècle.